# Klemens Rudnicki
Klemens Rudnicki, poljski general, * 1897, † 1992.